# Lijst van dodelijke ongevallen in het wereldkampioenschap wegrace

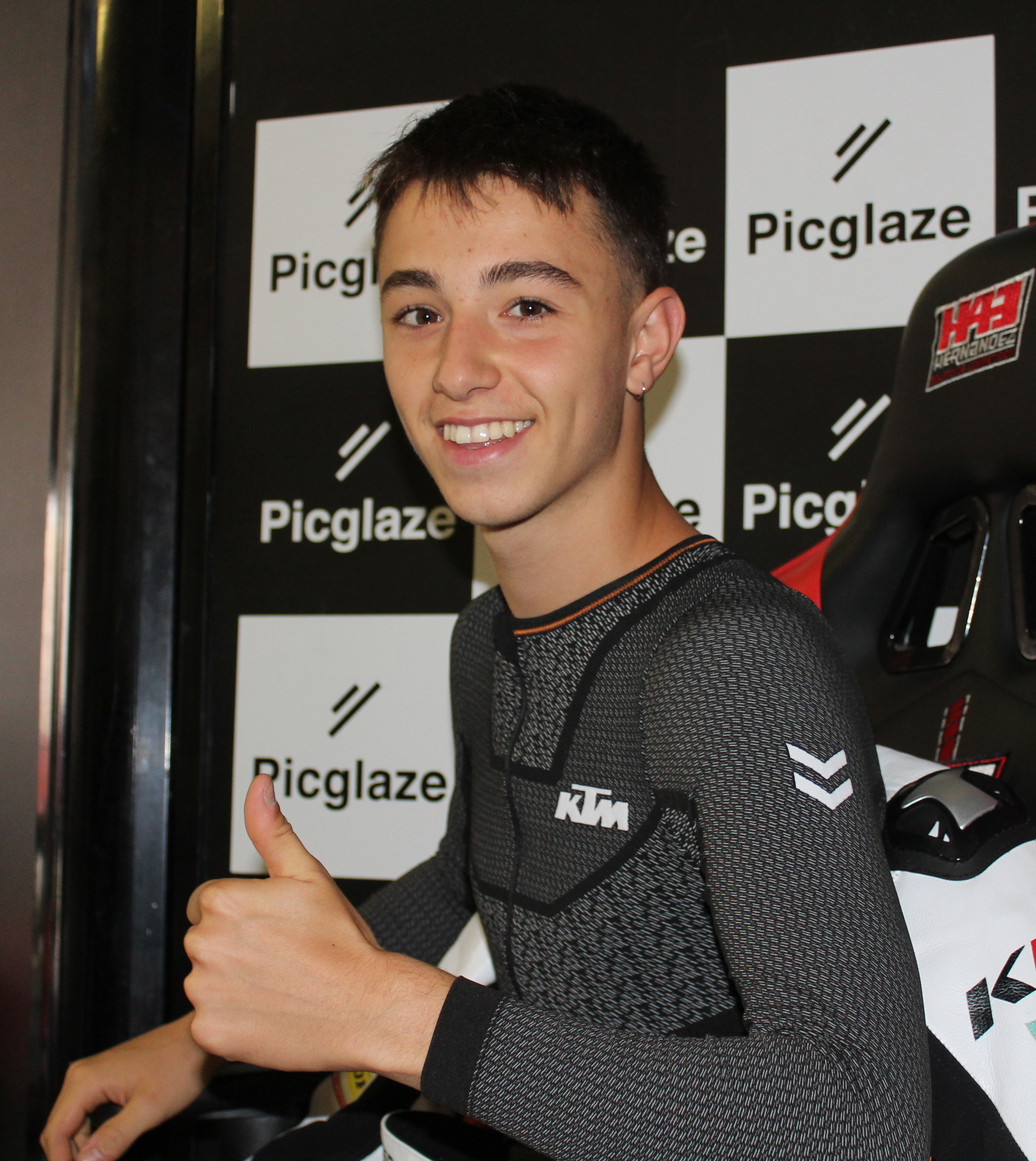
Jason Dupasquier is de laatste coureur in het wereldkampioenschap wegrace die overleed aan de gevolgen van een crash.

Dit is een lijst van dodelijke ongevallen in het wereldkampioenschap wegrace met daarin alle coureurs die overleden tijdens of na een ongeval in een race in het wereldkampioenschap wegrace. Gestorven marshals en andere overleden medewerkers zijn niet in deze lijst meegenomen. Tot op heden zijn er 104 coureurs in een dergelijk ongeluk gestorven.
Drie coureurs stierven in de jaren 40, 29 in de jaren 50, 27 in de jaren 60, 24 in de jaren 70, veertien in de jaren 80, twee in de jaren 90, één in de jaren 00, drie in de jaren 10 en één in de jaren 20 van de 21ste eeuw. Het grootste deel van de overleden coureurs is afkomstig uit het Verenigd Koninkrijk, 41 coureurs uit dat land vonden de dood in een race om het wereldkampioenschap. Het circuit waar de meeste ongevallen plaatsvonden was de Snaefell Mountain Course waar tijdens de Isle of Man TT, die tot 1976 nog onderdeel uitmaakte van het wereldkampioenschap, 36 slachtoffers vielen. Slechts één coureur werd postuum wereldkampioen, Rupert Hollaus in 1954, hij overleed tijdens een vrije training. Acht ex-wereldkampioenen zijn tijdens een race overleden: Dario Ambrosini in 1951, Leslie Graham in 1953, Tom Phillis in 1962, Bill Ivy in 1969, Jarno Saarinen in 1973, Jock Taylor in 1982, Daijiro Kato in 2003 en Marco Simoncelli in 2011.

## Ongelukken
| Coureur             | Datum van ongeval | Race                                          | Klasse  | Circuit                            | Constructeur    | Tijdens      |
| ------------------- | ----------------- | --------------------------------------------- | ------- | ---------------------------------- | --------------- | ------------ |
| Ben Drinkwater      | 13 juni 1949      | Isle of Man TT 1949                           | 350 cc  | Snaefell Mountain Course           | Norton          | Race         |
| Edouard Bruylant    | 17 juli 1949      | Grand Prix-wegrace van België 1949            | Zijspan | Spa-Francorchamps                  | Norton          | Race         |
| "Hurst"             | 17 juli 1949      | Grand Prix-wegrace van België 1949            | Zijspan | Spa-Francorchamps                  | Norton          | Race         |
| David Whitworth     | 2 juli 1950       | Grand Prix-wegrace van België 1950            | 350 cc  | Spa-Francorchamps                  | Velocette       | Race         |
| John O'Driscoll     | 31 mei 1951       | Isle of Man TT 1951                           | 350 cc  | Snaefell Mountain Course           | Rudge           | Training     |
| John Wenman         | 4 juni 1951       | Isle of Man TT 1951                           | 350 cc  | Snaefell Mountain Course           | Norton          | Race         |
| Chris Horn          | 8 juni 1951       | Isle of Man TT 1951                           | 500 cc  | Snaefell Mountain Course           | Norton          | Race         |
| Dario Ambrosini     | 14 juli 1951      | Grand Prix-wegrace van Frankrijk 1951         | 250 cc  | Circuit d’Albi                     | Benelli         | Training     |
| Sante Geminiani     | 15 augustus 1951  | Ulster Grand Prix 1951                        | 250 cc  | Clady Circuit                      | Moto Guzzi      | Training     |
| Gianni Leoni        | 15 augustus 1951  | Ulster Grand Prix 1951                        | 250 cc  | Clady Circuit                      | Moto Guzzi      | Training     |
| Dave Bennett        | 18 mei 1952       | Grand Prix-wegrace van Zwitserland 1952       | 500 cc  | Stratencircuit Bremgarten          | Norton          | Race         |
| Ercole Frigerio     | 18 mei 1952       | Grand Prix-wegrace van Zwitserland 1952       | Zijspan | Stratencircuit Bremgarten          | Gilera          | Race         |
| Frank Fry           | 4 juni 1952       | Isle of Man TT 1952                           | 500 cc  | Snaefell Mountain Course           | Norton          | Training     |
| Norman Stewart      | 16 augustus 1952  | Ulster Grand Prix 1952                        | 350 cc  | Clady Circuit                      | Norton          | Race         |
| Harry Stephen       | 8 juni 1953       | Isle of Man TT 1953                           | 350 cc  | Snaefell Mountain Course           | Norton          | Race         |
| Thomas Swarbrick    | 8 juni 1953       | Isle of Man TT 1953                           | 350 cc  | Snaefell Mountain Course           | AJS             | Race         |
| Leslie Graham       | 12 juni 1953      | Isle of Man TT 1953                           | 500 cc  | Snaefell Mountain Course           | MV Agusta       | Race         |
| Geoffrey Walker     | 12 juni 1953      | Isle of Man TT 1953                           | 500 cc  | Snaefell Mountain Course           | Norton          | Race         |
| Ernie Ring          | 5 juli 1953       | Grand Prix-wegrace van België 1953            | 500 cc  | Spa-Francorchamps                  | AJS             | Race         |
| Simon Sandys-Winsch | 18 juni 1954      | Isle of Man TT 1954                           | 500 cc  | Snaefell Mountain Course           | Velocette       | Race         |
| Gordon Laing        | 4 juli 1954       | Grand Prix-wegrace van België 1954            | 350 cc  | Spa-Francorchamps                  | Norton          | Race         |
| Dennis Lashmar      | 25 juli 1954      | Grand Prix-wegrace van Duitsland 1954         | 500 cc  | Solitudering                       | BSA             | Race         |
| Rupert Hollaus      | 11 september 1954 | Grand Prix-wegrace der Naties 1954            | 125 cc  | Autodromo Nazionale Monza          | NSU             | Training     |
| Ricardo Galvagni    | 25 juni 1955      | Grand Prix-wegrace van Duitsland 1955         | 500 cc  | Nürburgring                        | Norton          | Training     |
| Julian Crossley     | 11 augustus 1955  | Ulster Grand Prix 1955                        | 350 cc  | Dundrod Circuit                    | Norton          | Race         |
| Derek Ennett        | 9 augustus 1956   | Ulster Grand Prix 1956                        | 350 cc  | Dundrod Circuit                    | Moto Guzzi      | Race         |
| Charlie Salt        | 7 juni 1957       | Isle of Man TT 1957                           | 500 cc  | Snaefell Mountain Course           | BSA             | Race         |
| Josef Knebel        | 28 juni 1957      | TT Assen 1957                                 | Zijspan | TT-Circuit Assen                   | BMW Motorrad    | Training     |
| Roberto Colombo     | 6 juli 1957       | Grand Prix-wegrace van België 1957            | 350 cc  | Spa-Francorchamps                  | MV Agusta       | Training     |
| John Antram         | 26 mei 1958       | Isle of Man TT 1958                           | 350 cc  | Snaefell Mountain Course           | AJS             | Training     |
| Des Wolff           | 6 juni 1958       | Isle of Man TT 1958                           | 500 cc  | Snaefell Mountain Course           | Norton          | Race         |
| Adolfo Covi         | 6 september 1959  | Grand Prix-wegrace der Naties 1959            | 500 cc  | Autodromo Nazionale Monza          | Norton          | Race         |
| Peter Ferbrache     | 25 juni 1960      | TT Assen 1960                                 | 350 cc  | TT-Circuit Assen                   | AJS             | Race         |
| Bob Brown           | 24 juli 1960      | Grand Prix-wegrace van Duitsland 1960         | 250 cc  | Solitudering                       | Honda           | Training     |
| Mike Brookes        | 10 juni 1961      | Isle of Man TT 1961                           | 500 cc  | Snaefell Mountain Course           | Norton          | Training     |
| Marie Lambert       | 12 juni 1961      | Isle of Man TT 1961                           | Zijspan | Snaefell Mountain Course           | BMW             | Race         |
| Ralph Rensen        | 16 juni 1961      | Isle of Man TT 1961                           | 500 cc  | Snaefell Mountain Course           | Norton          | Race         |
| Ron Miles           | 9 augustus 1961   | Ulster Grand Prix 1961                        | 350 cc  | Dundrod Circuit                    | Norton          | Training     |
| Tom Phillis         | 6 juni 1962       | Isle of Man TT 1962                           | 350 cc  | Snaefell Mountain Course           | Honda           | Race         |
| Colin Meehan        | 6 juni 1962       | Isle of Man TT 1962                           | 350 cc  | Snaefell Mountain Course           | AJS             | Race         |
| Hans Schuld         | 29 juni 1962      | TT Assen 1962                                 | 250 cc  | TT-Circuit Assen                   | NSU             | Training     |
| Marcelin Herranz    | 1 juni 1963       | Grand Prix-wegrace van Frankrijk 1963         | 250 cc  | Circuit de Charade                 | Moto Morini     | Training     |
| Brian Cockrell      | 2 juni 1964       | Isle of Man TT 1964                           | Zijspan | Snaefell Mountain Course           | Norton          | Training     |
| Peter Essery        | 8 juni 1964       | Isle of Man TT 1964                           | Zijspan | Snaefell Mountain Course           | Matchless       | Race         |
| Roland Föll         | 26 juni 1964      | TT Assen 1964                                 | 125 cc  | TT-Circuit Assen                   | Honda           | Training     |
| Karl Recktenwald    | 19 juli 1964      | Grand Prix-wegrace van Duitsland 1964         | 500 cc  | Solitudering                       | Norton          | Race         |
| Vernon Cottle       | 29 augustus 1964  | Grand Prix-wegrace van Finland 1964           | 350 cc  | Circuit Imatra                     | AJS             | Race         |
| Norman Huntingford  | 25 juni 1966      | TT Assen 1966                                 | Zijspan | TT-Circuit Assen                   | Matchless       | Race         |
| Toshi Fujii         | 26 augustus 1966  | Isle of Man TT 1966                           | 125 cc  | Snaefell Mountain Course           | Kawasaki        | Training     |
| Brian Duffy         | 28 augustus 1966  | Isle of Man TT 1966                           | 250 cc  | Snaefell Mountain Course           | Yamaha          | Race         |
| Alfred Shaw         | 10 juni 1967      | Isle of Man TT 1967                           | 500 cc  | Snaefell Mountain Course           | Norton          | Training     |
| Werner Daubitz      | 16 juli 1967      | Grand Prix-wegrace van de DDR 1967            |         | Sachsenring                        | MZ              | Training     |
| Ian Veitch          | 10 juni 1968      | Isle of Man TT 1968                           | 250 cc  | Snaefell Mountain Course           | Kawasaki        | Race         |
| Johann Attenberger  | 7 juli 1968       | Grand Prix-wegrace van België 1968            | Zijspan | Spa-Francorchamps                  | BMW             | Race         |
| Josef Schillinger   | 7 juli 1968       | Grand Prix-wegrace van België 1968            | Zijspan | Spa-Francorchamps                  | BMW             | Race         |
| Rolf Schmid         | 13 oktober 1968   | Grand Prix-wegrace van Hockenheim 1968        | Zijspan | Hockenheimring                     | BMW             | Race         |
| Arthur Lavington    | 6 juni 1969       | Isle of Man TT 1969                           | 350 cc  | Snaefell Mountain Course           | Velocette       | Training     |
| Bill Ivy            | 12 juli 1969      | Grand Prix-wegrace van de DDR 1969            | 350 cc  | Sachsenring                        | Jawa            | Training     |
| František Boček     | 20 juli 1969      | Grand Prix-wegrace van Tsjecho-Slowakije 1969 | 350 cc  | Automotodrom Brno                  | Jawa            | Race         |
| Rob Fitton          | 2 mei 1970        | Grand Prix-wegrace van Duitsland 1970         | 350 cc  | Nürburgring                        | Norton          | Training     |
| Les Iles            | 1 juni 1970       | Isle of Man TT 1970                           | 125 cc  | Snaefell Mountain Course           | Bultaco         | Training     |
| Michael Collins     | 3 juni 1970       | Isle of Man TT 1970                           | 500 cc  | Snaefell Mountain Course           | Seeley          | Training     |
| Dennis Blower       | 3 juni 1970       | Isle of Man TT 1970                           | Zijspan | Snaefell Mountain Course           | BSA             | Training     |
| Santiago Herrero    | 8 juni 1970       | Isle of Man TT 1970                           | 250 cc  | Snaefell Mountain Course           | Ossa            | Race         |
| John Wetherall      | 12 juni 1970      | Isle of Man TT 1970                           | 500 cc  | Snaefell Mountain Course           | Norton          | Race         |
| Brian Steenson      | 12 juni 1970      | Isle of Man TT 1970                           | 500 cc  | Snaefell Mountain Course           | Seeley          | Race         |
| Maurice Jeffery     | 12 juni 1971      | Isle of Man TT 1971                           | 500 cc  | Snaefell Mountain Course           | Norton          | Race         |
| Christian Ravel     | 4 juli 1971       | Grand Prix-wegrace van België 1971            | 500 cc  | Spa-Francorchamps                  | Kawasaki        | Race         |
| Günter Bartusch     | 8 juli 1971       | Grand Prix-wegrace van de DDR 1971            | 350 cc  | Sachsenring                        | MZ              | Training     |
| Gilberto Parlotti   | 9 juni 1972       | Isle of Man TT 1972                           | 125 cc  | Snaefell Mountain Course           | Morbidelli      | Race         |
| Hans-Jürgen Cusnik  | 16 juli 1972      | Grand Prix-wegrace van Tsjecho-Slowakije 1972 | Zijspan | Automotodrom Brno                  | BMW             | Race         |
| Renzo Pasolini      | 20 mei 1973       | Grand Prix-wegrace der Naties 1973            | 250 cc  | Autodromo Nazionale Monza          | Harley-Davidson | Race         |
| Jarno Saarinen      | 20 mei 1973       | Grand Prix-wegrace der Naties 1973            | 250 cc  | Autodromo Nazionale Monza          | Yamaha          | Race         |
| Billie Nelson       | 8 september 1974  | Grand Prix-wegrace van Joegoslavië 1974       | 250 cc  | Circuit Opatija                    | Yamaha          | Race         |
| Phil Gurner         | 4 juni 1975       | Isle of Man TT 1975                           | 500 cc  | Snaefell Mountain Course           | Yamaha          | Race         |
| Rolf Thiele         | 28 juni 1975      | TT Assen 1975                                 | 250 cc  | TT-Circuit Assen                   | Yamaha          | Race         |
| Paolo Tordi         | 16 mei 1976       | Grand Prix-wegrace der Naties 1976            | 350 cc  | Circuit Mugello                    | Yamaha          | Race         |
| Otello Buscherini   | 16 mei 1976       | Grand Prix-wegrace der Naties 1976            | 250 cc  | Circuit Mugello                    | Yamaha          | Race         |
| Walter Wörner       | 7 juni 1976       | Isle of Man TT 1976                           | Zijspan | Snaefell Mountain Course           | Yamaha          | Race         |
| Les Kenny           | 12 juni 1976      | Isle of Man TT 1976                           | 250 cc  | Snaefell Mountain Course           | Yamaha          | Race         |
| Hans Stadelmann     | 1 mei 1977        | Grand Prix-wegrace van Oostenrijk 1977        | 350 cc  | Salzburgring                       | Yamaha          | Race         |
| Giovanni Ziggiotto  | 18 juni 1977      | Grand Prix-wegrace van Joegoslavië 1977       | 250 cc  | Circuit Opatija                    | Yamaha          | Training     |
| Ulrich Graf         | 19 juni 1977      | Grand Prix-wegrace van Joegoslavië 1977       | 50 cc   | Circuit Opatija                    | Kreidler        | Race         |
| Patrick Pons        | 10 augustus 1980  | Grand Prix-wegrace van Groot-Brittannië 1980  | 500 cc  | Silverstone                        | Yamaha          | Race         |
| Malcolm White       | 10 augustus 1980  | Grand Prix-wegrace van Groot-Brittannië 1980  | Zijspan | Silverstone                        |                 | Race         |
| Michel Rougerie     | 31 mei 1981       | Grand Prix-wegrace van Joegoslavië 1981       | 350 cc  | Automotodrom Grobnik               | Chevallier      | Race         |
| Sauro Pazzaglia     | 11 juli 1981      | Grand Prix-wegrace van San Marino 1981        | 250 cc  | Autodromo Enzo e Dino Ferrari      | MBA             | Training     |
| Alain Béraud        | 30 augustus 1981  | Grand Prix-wegrace van Tsjecho-Slowakije 1981 | 250 cc  | Automotodrom Brno                  | Yamaha          | Race         |
| Jock Taylor         | 15 augustus 1982  | Grand Prix-wegrace van Finland 1982           | Zijspan | Circuit Imatra                     | Windle-Yamaha   | Race         |
| Iwao Ishikawa       | 29 maart 1983     | Grand Prix-wegrace van Frankrijk 1983         | 500 cc  | Circuit Bugatti                    | Suzuki          | Training     |
| Michel Frutschi     | 3 april 1983      | Grand Prix-wegrace van Frankrijk 1983         | 500 cc  | Circuit Bugatti                    | Honda           | Race         |
| Rolf Rüttimann      | 12 juni 1983      | Grand Prix-wegrace van Joegoslavië 1983       | 125 cc  | Automotodrom Grobnik               |                 | Race         |
| Norman Brown        | 31 juli 1983      | Grand Prix-wegrace van Groot-Brittannië 1983  | 500 cc  | Silverstone                        | Suzuki          | Race         |
| Peter Huber         | 31 juli 1983      | Grand Prix-wegrace van Groot-Brittannië 1983  | 500 cc  | Silverstone                        | Suzuki          | Race         |
| Kevin Wrettom       | 7 juli 1984       | Grand Prix-wegrace van België 1984            | 500 cc  | Spa-Francorchamps                  | Suzuki          | Training     |
| Alfred Heck         | 21 juli 1988      | Grand Prix-wegrace van Frankrijk 1988         | Zijspan | Circuit Paul Ricard                | LCR             | Training     |
| Iván Palazzese      | 28 mei 1989       | Grand Prix-wegrace van Duitsland 1989         | 250 cc  | Hockenheimring                     | Aprilia         | Race         |
| Nobuyuki Wakai      | 1 mei 1993        | Grand Prix-wegrace van Spanje 1993            | 250 cc  | Circuito Permanente de Jerez       | Suzuki          | Kwalificatie |
| Simon Prior         | 12 juni 1994      | Grand Prix-wegrace van Duitsland 1994         | Zijspan | Hockenheimring                     | LCR-ADM         | Race         |
| Daijiro Kato        | 6 mei 2003        | Grand Prix-wegrace van Japan 2003             | MotoGP  | Suzuka International Racing Course | Honda           | Race         |
| Shoya Tomizawa      | 5 september 2010  | Grand Prix-wegrace van San Marino 2010        | Moto2   | Misano World Circuit               | Suter           | Race         |
| Marco Simoncelli    | 23 oktober 2011   | Grand Prix-wegrace van Maleisië 2011          | MotoGP  | Sepang International Circuit       | Honda           | Race         |
| Luis Salom          | 3 juni 2016       | Grand Prix-wegrace van Catalonië 2016         | Moto2   | Circuit de Barcelona-Catalunya     | Kalex           | Training     |
| Jason Dupasquier    | 29 mei 2021       | Grand Prix-wegrace van Italië 2021            | Moto3   | Circuit Mugello                    | KTM             | Kwalificatie |

## Per circuit
| Circuit                            | Fatale ongelukken | Fatale ongelukken | Fatale ongelukken |
| Circuit                            | Totaal            | Eerste            | Laatste           |
| ---------------------------------- | ----------------- | ----------------- | ----------------- |
| Snaefell Mountain Course           | 36                | 1949              | 1976              |
| Spa-Francorchamps                  | 10                | 1949              | 1984              |
| TT-Circuit Assen                   | 6                 | 1957              | 1975              |
| Autodromo Nazionale Monza          | 4                 | 1954              | 1973              |
| Silverstone                        | 4                 | 1980              | 1983              |
| Clady Circuit                      | 3                 | 1951              | 1952              |
| Dundrod Circuit                    | 3                 | 1955              | 1961              |
| Solitudering                       | 3                 | 1954              | 1964              |
| Sachsenring                        | 3                 | 1967              | 1971              |
| Circuit Opatija                    | 3                 | 1974              | 1977              |
| Automotodrom Brno                  | 3                 | 1969              | 1981              |
| Hockenheimring                     | 3                 | 1968              | 1994              |
| Circuit Mugello                    | 3                 | 1976              | 2021              |
| Stratencircuit Bremgarten          | 2                 | 1952              | 1952              |
| Nürburgring                        | 2                 | 1955              | 1970              |
| Circuit Imatra                     | 2                 | 1964              | 1982              |
| Circuit Bugatti                    | 2                 | 1983              | 1983              |
| Automotodrom Grobnik               | 2                 | 1981              | 1983              |
| Circuit d’Albi                     | 1                 | 1951              | 1951              |
| Circuit de Charade                 | 1                 | 1963              | 1963              |
| Salzburgring                       | 1                 | 1977              | 1977              |
| Autodromo Enzo e Dino Ferrari      | 1                 | 1981              | 1981              |
| Circuit Paul Ricard                | 1                 | 1988              | 1988              |
| Circuito Permanente de Jerez       | 1                 | 1993              | 1993              |
| Suzuka International Racing Course | 1                 | 2003              | 2003              |
| Misano World Circuit               | 1                 | 2010              | 2010              |
| Sepang International Circuit       | 1                 | 2011              | 2011              |
| Circuit de Barcelona-Catalunya     | 1                 | 2016              | 2016              |